# Station Sarpsborg
Station Sarpsborg is een spoorwegstation in  Sarpsborg in fylke Viken in Noorwegen. Het station, uit 1879, ligt aan Østfoldbanen. Zoals meer stations in Østfold is het gebouw ontworpen door Peter Andreas Blix.
Bij Sarpsborg komen de westelijke en oostelijke tak van Østfoldbanen weer samen. Treinen vanuit Sarpsborg richting Oslo-S rijden echter allemaal via de westelijke tak. Er is daardoor geen directe treinverbinding met de stations aan de oostelijke tak.